# MONJU
MONJU（モンジュ）は2006年頃に結成された4人のMC兼DJ兼トラックメイカーからなる日本のヒップホップユニット。

## メンバー
- ISSUGI (イスギ) (MC)
  - 2009年に1stソロアルバム『Thursday』をリリース。2010年に2ndソロアルバム『TheJointLP』をリリース。
  - 以降PSGのS.L.A.C.K.、BudaMunkとのユニットSICKTEAMとしてアルバムリリース、DJ SCRATCH NICEとのMIX CDやGradice Niceとのジョイントアルバムなどコンスタントに作品をリリースしている。
  - MCバトルでも高い成績を収めており、9sari groupが主催したKING OF KINGS 2016東日本予選で優勝を果たした。
  - 2016年1月からサイゾー動画で毎月様々なアーティストとコラボし7inchをリリースしていく企画『7INC TREE』をスタート。
  - トラックメイカーとしては16FLIP名義でも活動している。

- 仙人掌 (センニンショウ) (MC/DJ)
  - 東京都葛飾区新小岩出身。
  - CREATIVE PLATFORMから1stソロアルバム『Be In One's Element』を限定リリース。その後アナログやリミックス盤がリリースされた。
  - 2016年に初のオフィシャルアルバム『VOICE』をリリース
  - ISSUGIと同様にMCバトルでも高い成績を収めており、9sari groupが主催したKING OF KINGS 2015東京予選Bで優勝を果たした。
  - DJ活動を行うときはDJ slowcurv名義で行っている。

- Mr. PUG (ミスターパグ) (MC/DJ)
  - 東京都江戸川区西葛西出身。
  - MONJUのリーダー的存在であり彼らのレーベルdogear Recordsの代表でもある。
  - 2013年に1stソロアルバム『P-Shock』をリリース。
  - ライブではバックDJを務めながらラップすることも多い。
  - DJ活動を行うときはP-Hz名義で行っている。

- 16FLIP (ジュウロクフリップ) (DJ/トラックメイカー)
  - MONJUのトラックメイカー。数多くのアーティストに楽曲を提供している。
  - ISSUGIの別名義。

## 来歴
- 元々ISSUGIとMr.PUGに繋がりがあり、その後仙人掌が合流し結成。
- SEEDAとDJ ISSOの『CONCRETE GREEN』に参加し注目を集める。
- 2006年、ストリートEP『103LAB EP』をリリース。
- 2007年7月17日、16FLIPがSEEDAの4thアルバム『花と雨』を全曲リミックスしたアルバム『ROOTS & BUDS』をリリース。
- 2008年4月27日、2nd EP『Black de.ep』をリリース。
- 2009年7月15日、ISSUGIが1stソロアルバム『Thursday』をリリース。
- 2010年10月6日、ISSUGIの2ndソロアルバム『TheJointLP』がリリース。
- 2011年6月2日、ISSUGI、S.L.A.C.K.、BudaMunkによるユニットSICK TEAMが1stアルバム『SICK TEAM』をリリース。
- 2011年12月17日、ISSUGIがDJ SCRATCH NICEと共にミックステープ『WHERE OWNWONDER』をリリース。
- 2013年2月6日、ISSUGIが3rdソロアルバム『EARR』をリリース。
- 2013年3月6日、Mr. PUGが1stソロアルバム『P-SHOCK』をリリース。
- 2013年5月4日、仙人掌がCREATIVE PLATFORMから1stソロアルバム『Be In One's Element』を会員限定でリリース。
- 2016年11月2日、ISSUGIがトラックメイカーGRADIS NICEとのジョイントアルバム 『DAY and NITE』をリリース。
- 2016年12月7日、仙人掌が自身のオフィシャル1stアルバム『VOICE』をリリース。
- 2019年11月22日、Mr.pugのインスタグラム、dogear recordの公式インスタグラムにてDOWN NORTH CAMPを脱退を表明。

## ディスコグラフィー (MONJU名義)

### EP
- 『103LAB EP』(dogear Records/2006年)
  - ストリート限定で発売。現在は廃盤。

- 『Black de.ep』 (dogear Records/2008年4月27日)

### 参加楽曲
- 「LIVE」 MONJU 『CONCRETE GREEN 2』 (2006年7月10日)
- 「ビーイーD Easyshit」 MONJU 『CONCRETE GREEN 5』 (2007年4月20日)
- 「丑三つ (feat. MONJU)」 おみゆきCHANNEL 『おみゆきさん』 (Mary Joy Recordings/2010年3月10日)
- 「EXCUSE ME? (feat. MONJU)」 WAX-N-KOYAN 『WAX-N-KYN』 (YUKICHI RECORDS/2010年9月22日)
- 「MISTY (feat. MONJU)」 ONE-LAW 『MISTY』 (FELLOWZ/2013年3月20日)
- 「go get 'em (feat. MONJU)」 jjj 『Yacht Club』 (SPACE SHOWER MUSIC/2014年11月26日)
- 「Five Elements (feat. MONJU & OYG)」 BudaMunk 『The Corner』 (Jazzy Sport/2015年5月27日)

## ディスコグラフィー (ソロ名義)

### ISSUGI

#### アルバム
- 『Thursday』 (dogear Records/2009年7月15日)

1stアルバム
- 『TheJointLP』 (SPACE SHOWER MUSIC／2010年10月6日)

2ndアルバム
- 『II BARRET』 (dogear Records/2013年11月6日)

ISSUGI & BudaMunk名義でのリリース。
- 『DAY and NITE』 (dogear Records, P-VINE RECORDS/2016年11月2日)

ISSUGI & GRADIS NICE名義でのリリース。

#### ミックステープ
- 『UrbanBowl Mixcity』 (dogear Records/2015年4月8日)

ISSUGI & DJ SCRATCH NICE名義でのリリース。
- 『LINK UP 2 EXPERIMENT MIXTAPE』 (dogear Records/2016年2月4日)

jjj (Fla$hBackS)との共作。フリーDLミックステープ。

### 参加楽曲
- 「C.T.G-Easy Shit」 ISSUGI & Mr. PUG 『CONCRETE GREEN 4』 (2007年2月10日)
- 「HEY TAXI」 ISSUGI & S.L.A.C.K. 『24 HOUR KARATE SCHOOL JAPAN』 (R-RATED RECORDS/2010年10月20日)
- 「Chrono Trigger (feat. ISSUGI & GAPPER)」 PUNPEE 『Mixed Bizness』 (UNDER THRONE/2010年11月20日)
- 「My Hood My Home (feat. ISSUGI)」 S.L.A.C.K. 『我時想う愛』 (高田音楽制作事務所/2011年2月16日)
- 「FRIEND OF BLEND」 DJ PERRO × Michita 『FRIEND OF BLEND』 (NICO STUDIO.SAPPORO/2011年3月16日)
- 「Stepinblack pt.3 (feat. ISSUGI)」 仙人掌 『LIVE ON REFUGEE』 (dogear Records/2011年4月20日)
- 「COFFEE & SUGAR (feat. ISSUGI)」 BES 『BES ILL LOUNGE : EP』 (SnakeSlow Inc./2012年7月4日)
- 「儀式 (feat. ISSUGI)」 5lack x Olive Oil 『5 0』 (高田音楽制作事務所 x OILWORKS Rec./2013年1月23日)
- 「Shit Damm Motherfucker (feat. Mr.PUG & ISSUGI)」 仙人掌 『Be In One's Element』 (CREATIVE PLATFORM/2013年5月4日)
- 「Future (feat. 5lack & ISSUGI)」 GUINNESS 『ME AND THE PAPES』 (Snakeslow inc./2013年5月8日)
- 「Announcing the Resurge (feat. ISSUGI)」 KID FRESINO 『Horseman's Scheme』 (dogear Records/2013年5月22日)
- 「Kemutai (feat. ISSUGI)」 ZIMBACK 『What's Real?』 (BASIC MUSIC/2014年2月5日)
- 「Answer (feat. ISSUGI)」 KID FRESINO 『Shadin'』 (dogear Records/2014年8月20日)
- 「onechance (feat. ISSUGI)」 DoubleDouble 『ダブルダブル』 (WE'D STILL MUSIC/2014年11月12日)
- 『KEEP YA HEAD UP REMIXES』 ENDRUN (C-L-C RECORDS/2015年2月11日)
  - 「Medicine Remix (feat. ISSUGI, OOGAWA, ZIMBACK, K-SLIDE, BOOBEE & Mr.PUG)」
  - 「Roots Remix (feat. ISSUGI & BOOBEE)」
- 『The Corner』 BudaMunk (Jazzy Sport/2015年5月27日)
  - 「Serial Chiller (feat. MCKOMICKLINICK, ISSUGI & PUNPEE)」
  - 「Keep It Movin' (feat. 5lack, ISSUGI & mabanua)」
- 「invoice (feat. ISSUGI)」 KID FRESINO 『Conq.u.er』 (dogear Records/2015年9月23日)
- 「STATE OF MIND (feat. ISSUGI & YUKSTA-ILL)」 仙人掌 (dogear Records, WDsounds, P-VINE/2016年12月7日)
- 「Finest (feat. ISSUGI & 茂千代)」 ENDRUN 『ONEWAY』 (P-VINE RECORDS/2016年12月21日)

### 仙人掌

#### アルバム
- 『Be In One's Element』 (CREATIVE PLATFORM/2013年5月4日)

1stアルバム。現在は廃盤。
- 『VOICE』 (dogear Records, WDsounds, P-VINE RECORDS, WDsounds/2016年12月7日)

オフィシャル1stアルバム。

#### ミックステープ
- 『LIVE ON REFUGEE』 (dogear Records/2011年4月20日)

### その他
- 『Jackin' 4 “P” Beats』 (P-VINE RECORDS／2016年10月4日)

「P-VINE日本語ラップキャンペーン」の一環として対象音源購入者に配られた。

### 参加楽曲
- 「Fake (feat. 仙人掌)」 SWANKY SWIPE 『Bunks Marmalade』 (P-VINE RECORDS/2006年11月29日)
- 「山手通り (feat. 仙人掌)」 SEEDA 『街風』 (エグジットチューンズ/2007年10月17日)
- 「BAD & GOOD (feat. 仙人掌)」 NORIKIYO 『OUTLET BLUES』 (EXIT TUNES/2008年8月20日)
- 「Get On The Mic (feat. 仙人掌)」 BES 『REBUILD』 (P-VINE RECORDS/2008年9月19日)
- 「Entrance (feat. BES & 仙人掌)」 JUSWANNA 『BLACK BOX』 (Libra Records/2009年3月18日)
- 「Coffee Break (New Joint) [feat. 仙人掌]」 ISSUGI 『Thursday』 (dogear Records/2009年7月15日)
- 「逆流 (feat. 仙人掌)」 S.L.A.C.K. 『Whalabout?』 (dogear Records/2009年11月18日)
- 「なんで欲が出る (feat. 仙人掌)」 S.L.A.C.K. 『Swes Swes Cheap』 (dogear Records/2010年8月4日)
- 「POPS (feat. 仙人掌)」 メシアTHEフライ 『MESS - King Of Dope -』 (Libra Records, P-VINE RECORDS/2010年12月15日)
- 「It's Romantic (feat. 仙人掌)」 S.L.A.C.K. 『My Space』 (dogear Records/2009年2月18日)
- 「Baby mum (feat. 仙人掌)」 QROIX 『MUZIK MAKES ME FLY』 (dogear Records/2011年6月15日)
- 「PEACE TO DA HARDCORE (feat. 仙人掌, KGE THE SHADOWMEN & DJ TY-KOH)」 MEGA-G 『JUSWANNA IS DEAD』 (CREATIVE PLATFORM/2012年5月31日)
- 「アイデン & テティ (feat. B.I.G.JOE & 仙人掌)」 PUNPEE 『MOVIE ON THE SUNDAY』 (板橋録音クラブ/2012年9月15日)
- 「PEACE TO DA HARDCORE (feat. 仙人掌, KGE THE SHADOWMEN and DJ TY-KOH) [REMIXED by OMSB'Eats]」 MEGA-G 『JUSWANNA IS DEAD REMIX』 (CREATIVE PLATFORM/2012年9月30日)
- 「その場を後にするのには訳がある (feat. 仙人掌)」 5lack x Olive Oil 『5 0』 (高田音楽制作事務所 x OILWORKS Rec./2013年1月23日)
- 「HOODWORK」 仙人掌 『160 OR 80』 (Thailandbookstore/2013年1月26日)
- 「EYEWALL (feat. 仙人掌)」 ISUUGI 『EARR』 (dogear Records, P-VINE RECORDS/2013年2月6日)
- 「Swagger Humble (feat. 仙人掌)」 Mr.PUG 『P-SHOCK』 (dogear Records／2013年3月6日)
- 「Shitmen Remix (feat. 仙人掌 of MONJU)」 KGE THE SHADOWMEN & HIMUKI 『2nd Impact』 (BANG STAYSTONED/2013年4月3日)
- 「C.O.M (feat. 仙人掌)」 KID FRESINO 『Horseman's Scheme』 (dogear Records/2013年5月22日)
- 「ACROSS THE STREET」 UNDER THRONE JOINT DA BEATMINERZ 『CRAWL』 (UNDER THRONE PRODUCTION/2013年10月16日) 仙人掌, ERA & T.O.P.名義の楽曲
- 「夜の帳 (feat. O.I. & 仙人掌)」 CENJU 『CAKEZ』 (P-VINE RECORDS/2014年11月5日)
- 「Ain't No Sunshine Remix (feat. ZIMBACK, OOGAWA & 仙人掌)」 ENDRUN 『KEEP YA HEAD UP REMIXES』 (C-L-C RECORDS/2015年2月11日)
- 「brother’s keeper (feat. 仙人掌)」 MASS-HOLE 『PAReDE』 (WDsounds/2015年3月25日)
- 「On the Train (feat. 仙人掌)」 ISSUGI & DJ SCRATCH NICE 『UrbanBowl Mixcity』 (dogear Records/2015年4月8日)
- 「WHEELS (feat. 黒真珠 & 仙人掌)」 MUTA 『UMAT』 (lil edo mutants/2015年6月14日)
- 「Breezin (feat. jjj & 仙人掌)」 ISSUGI x jjj 『LINK UP 2 EXPERIMENT MIXTAPE』 (dogear Records/2016年2月4日)
- 「C-Walk (feat. 仙人掌)」 DOPEY 『SMILE』 (SMILE OFFICE/2016年3月16日)
- 「通りの魔法使い (feat. 仙人掌)」 LIBRO 『風光る』 (AMPED MUSIC/2016年5月25日)
- 「QROIX (feat. 黒真珠 & 仙人掌) [Wheels REMIX]」 MUTA 『UMAT REMIX』 (2016年10月22日)
- 「Midnite Move (feat. 仙人掌)」 ISSUGI & GRADIS NICE 『DAY and NITE』 (dogear Records, P-VINE RECORDS/2016年11月2日)
- 『5014 COMP MOST WANTED -REVISIT-』 V.A. (WDsounds/2016年11月16日)
  - 「TRIAL & ERROR (RAMZA REMIX)」
  - 「SESSION」 仙人掌, MASS-HOLE & J.COLUMBUS/ERA
- 「MIDNIGHT BLU (feat. 仙人掌 & Emi Meyer)」 jjj 『HIKARI』 (SPACE SHOWER MUSIC/2017年2月22日)
- 「Check Me Out Yo!! Listen!! (feat. 仙人掌 & SHAKU)」 BES 『The Kiss Of Life』 (ILL LOUNGE/2017年3月22日)

### Mr.PUG

#### アルバム
- 『P-SHOCK』 (dogear Records／2013年3月6日)

1stアルバム。

#### ミックステープ
- 『Slow Flow Lounge』 (dogear Records/2017年3月22日)

P-Hz名義のMIX CD。

#### 参加楽曲
- 「C.T.G-Easy Shit」 ISSUGI & Mr. PUG 『CONCRETE GREEN 4』 (2007年2月10日)
- 「Desert (feat. Mr.PUG)」 QROIX 『MUZIK MAKES ME FLY』 (dogear Records/2011年6月15日)
- 「BULLET (feat. Mr.PUG)」 ISUUGI 『EARR』 (dogear Records, P-VINE RECORDS/2013年2月6日)
- 「Shit Damm Motherfucker (feat. Mr.PUG & ISSUGI)」 仙人掌 『Be In One's Element』 (CREATIVE PLATFORM/2013年5月4日)
- 「maby c (feat. Mr.PUG)」 CENJU 『CAKEZ』 (P-VINE RECORDS/2014年11月5日)
- 「Medicine Remix (feat. ISSUGI, OOGAWA, ZIMBACK, K-SLIDE, BOOBEE & Mr.PUG)」 ENDRUN 『KEEP YA HEAD UP REMIXES』 (C-L-C RECORDS/2015年2月11日)
- 「Skills (feat. jjj & Mr.PUG)」 ISSUGI & DJ SCRATCH NICE 『UrbanBowl Mixcity』 (dogear Records/2015年4月8日)
- 「Heat Haze (feat. Mr.Pug)」 ISSUGI & GRADIS NICE 『DAY and NITE』 (dogear Records, P-VINE RECORDS/2016年11月2日)

### 16FLIP

#### アルバム
- 『ROOTS & BUDS』 (DOGEAR RECORDS／2007年7月17日)

SEEDAの4thアルバム『花と雨』をリミックスしたアルバム。16FLIP vs. SEEDA名義でのリリース。

#### プロデュース曲
- 「大海へそそぐ (feat. TKC)」 BRON-K 『奇妙頂来相模富士』 (YUKICHI RECORDS/2008年2月28日)
- 『My Space』 S.L.A.C.K. (dogear Records/2009年2月18日)
  - 「Hot Cake」
  - 「Walkin Down The Street (feat. Kcal's)」
  - 「S.H.O.C.K」
- 「子供の頃」 S.L.A.C.K. 『Whalabout?』 (dogear Records/2009年11月18日)
- 「POPS (feat. 仙人掌)」 メシアTHEフライ 『MESS - King Of Dope -』 (Libra Records, P-VINE RECORDS/2010年12月15日)
- 『LIVE ON REFUGEE』 仙人掌 (dogear Records/2011年4月20日)
  - 「Liveonrefugee Intro」
  - 「Masterpiece」
  - 「Clash Intro」
  - 「Clash (feat. YAHIKO)」
  - 「Fantasia (feat. CHIYORI) [refugee mix]」
  - 「Stepinblack pt.3 (feat. ISSUGI)」
  - 「City Playground (feat. AKIYAHEAD)」
  - 「今の俺の答え」
  - 「Club (feat. S.L.A.C.K. & TAMU)」
- 『BES ILL LOUNGE : EP』 BES (SnakeSlow Inc./2012年7月4日)
  - 「COFFEE & SUGAR (feat. ISSUGI)」
  - 「24 ILL LOUNGE」
- 「TOKYO WALKER [REMIXED by 16FLIP]」 MEGA-G 『JUSWANNA IS DEAD REMIX』 (CREATIVE PLATFORM/2012年9月30日)
- 「NIGHT RIDE」 ZIMBACK 『SOUL BROTHER』 (闇雲PROJECT/2012年11月21日)
- 「2012」 KILLah BEEN 『公開』 (APOLLO RECORDS/2013年2月13日)
- 『P-SHOCK』 Mr.PUG (dogear Records／2013年3月6日)
  - 「Number Check」
  - 「E.B.I.」
- 『Be In One's Element』 仙人掌 (CREATIVE PLATFORM/2013年5月4日)
  - 「Dawn Da Dirty」
  - 「Stand Alone (feat. BES & MESS)」
  - 「Battle Report」
  - 「Shit Damm Motherfucker (feat. Mr.PUG & ISSUGI)」
  - 「BIOE 〜Outro〜」
- 「Just another」 KID FRESINO 『Horseman's Scheme』 (dogear Records/2013年5月22日)
- 『5 sence』 5lack (高田音楽制作事務所/2013年8月8日)
  - 「上を見る」
  - 「Stylz」
- 「Weekend」 5lack 『Weekend』 (高田音楽制作事務所/2013年9月18日)
- 「FUCKED UP NOW (feat. BIG SPIN) [16FLIP REMIX]」 UNDER THRONE JOINT DA BEATMINERZ 『CRAWL』 (UNDER THRONE PRODUCTION/2013年10月16日) DOWN NORTH CAMP名義の楽曲
- 『II BARRET』 ISSUGI & BudaMunk (dogear Records/2013年11月6日)
  - 「GGIDI (Interlude)」
  - 「No More Ballad」
- 「Color Blue」 YUKSTA-ILL 『TOKYO ILL METHOD』 (RCSLUM RECORDINGS/2013年11月20日)
- 「Welcome to my Room」 Young Drunker 『SIGNATURE』 (FIVE STAR RECORDS/2013年11月27日)
- 『What's Real?』 ZIMBACK (BASIC MUSIC/2014年2月5日)
  - 「Black & White」
  - 「Kemutai (feat. ISSUGI)」
- 『CAKEZ』 CENJU (P-VINE RECORDS/2014年11月5日)
  - 「Tattoos (feat. J.Colombus & KNZZ)」
  - 「UNTITLE DANCING (feat. jjj & OS3)」
- 「Roots Remix (feat. ISSUGI & BOOBEE)」 ENDRUN 『KEEP YA HEAD UP REMIXES』 (C-L-C RECORDS/2015年2月11日) SCRATCH NICEとの共作
- 「man' s text」 MASS-HOLE 『PAReDE』 (WDsounds/2015年3月25日)
- 『UrbanBowl Mixcity』 ISSUGI & DJ SCRATCH NICE (dogear Records/2015年4月8日)
  - 「Louder」
  - 「You Do I Do (feat. KID FRESINO)」
  - 「BK8」
  - 「No Name」
  - 「Piano」
  - 「Skills (feat. JJJ & Mr.PUG)」
  - 「BK3」
  - 「Bigfoot」
  - 「Word2theBrotha」
  - 「Magic Hour」
- 「MUDDY WATER」 PSYCHO PATCH 『PSYCHO PATCH』 (LISTEN UP RECORDS/2015年11月13日)
- 「Steve Jobbs」 CJ & JC 『STEVE JOBS』 (WDsounds, CURIOUS SECURITY/2016年7月6日)
- 「X MASS (16FLIP REMIX)」 B.D. 『5014 COMP MOST WANTED -REVISIT-』 (WDsounds/2016年11月16日)
- 『VOICE』 仙人掌 (dogear Records, WDsounds, P-VINE RECORDS/2016年12月7日)
  - 「FACE OFF」
  - 「STATE OF MIND (feat. ISSUGI & YUKSTA-ILL)」
- 「Ruff&Tough (feat. B.B THE K.O)」 BES 『The Kiss Of Life』 (ILL LOUNGE/2017年3月22日)